# Jairzinho Rozenstruik
Jairzinho Rozenstruik (ur. 17 marca 1988 w Paramaribo) – surinamski zawodnik mieszanych sztuk walki wagi ciężkiej oraz były kick-bokser. Były zawodnik organizacji UFC, w której jest autorem drugiego najszybszego nokautu w swojej kategorii wagowej. Były mistrz turnieju wagi superciężkiej WLF i wicemistrz Superkombat World Grand Prix I 2013 w kickboxingu.

## Życiorys
Urodził się i wychował w Paramaribo. Jego rodzice byli fanami piłki nożnej i nazwali go na cześć brazylijskiej gwiazdy Jairzinho. W przeszłości grał w piłkę nożną i koszykówkę, zanim zaczął trenować kickboxing w wieku siedemnastu lat w lokalnym klubie. Po wielu startach w tym sporcie walki, w 2012 roku przeszedł na mieszane sztuki walki.

## Kick-boxing
W wieku siedemnastu lat rozpoczął treningi kickboxingu w klubie Rens Project. Tam zauważył go Michael Babb, trener z Vos Gym w Amsterdamie, który początkowo zaczął go trenować. Jego trenerem w późniejszym czasie był Ivan Hippolyte.
Wygrał w sumie 76 walk, w tym 64 przez nokaut na 85, w których wziął udział.

## Kariera MMA

### Początki kariery
W maju 2012 roku wygrał swoją debiutancką walkę w MMA z Jewgienijem Boldyrevem na DRAKA MMA: Governor’s Cup 7 we Władywostoku w Rosji.
W kwietniu 2017 roku, po pięciu latach skupiania się na kickboxingu, wygrał walkę z Engelbertem Berbinem podczas regionalnej gali na Arubie.
W kwietniu 2018 roku podpisał kontrakt z Rizin Fighting Federation, a w pierwszej walce dla tej organizacji miesiąc później pokonał przez niejednogłośną decyzję Andreya Kovaleva.

### UFC
W największej amerykańskiej organizacji zadebiutował 2 lutego 2019 roku, gdzie w pierwszej walce zmierzył się przeciwko Júniorowi Albini, zastępując kontuzjowanego Dmitrija Sosnovskiego, podczas UFC Fight Night: Assunção vs. Moraes 2. Wygrał walkę przez TKO w drugiej rundzie.
W drugiej walce dla UFC zmierzył się z Allenem Crowderem 22 czerwca 2019 roku podczas UFC Fight Night: Moicano vs. The Korean Zombie. Wygrał przez błyskawiczny nokaut w 9. sekundzie walki. Otrzymał pierwszy bonus za występ wieczoru.
2 listopada 2019 roku na UFC 244 stoczył walkę z Andriejem Arłowskim. To starcie wygrał w 29. sekund, naruszając doświadczonego Białorusina mocnym, decydującym lewym sierpowym, po którym ten padł na deski, w związku z czym sędzia ringowy zakończył walkę.
7 grudnia 2019 r. na UFC on ESPN 7 zmierzył się z Alistairem Overeemem, zastępując Walta Harrisa z powodu jego problemów rodzinnych. Rozenstruik zwyciężył walkę nokautem na 4. sekundy przed końcem ostatniej, piątej rundy, wystrzeliwując z prawej ręki potężnym sierpowym.
Na UFC na ESPN: Ngannou vs. Rozenstruik 28 marca 2020 roku miał zmierzyć się z Francisem Ngannou, ale ze względu na pandemię COVID-19 ogłoszono, że wydarzenie zostało przełożone na 18 kwietnia 2020 r., w którym przypada UFC 249. 9 kwietnia Dana White, prezydent UFC ogłosił, że impreza została ponownie przełożona, a walka ostatecznie odbyła się 9 maja 2020. Rozenstruik odnotował pierwszą porażkę w MMA, przegrywając przez nokaut (po otrzymaniu lewego sierpowego) w pierwszej rundzie.
15 sierpnia 2020 roku na UFC 252 doszło do jego pojedynku z Juniorem dos Santosem. Wygrał walkę przez techniczny nokaut w drugiej rundzie.
27 lutego 2021 roku na UFC Fight Night: Rozenstruik vs. Gane stoczył walkę z Francuzem, Cirylem Gane. Przegrał jednogłośną decyzją.
Podczas UFC Fight Night: Rozenstruik vs. Sakai, która odbyła się 5 czerwca 2021 roku zmierzył się z Augusto Sakai. Wygrał walkę przez techniczny nokaut w ostatnią sekundę pierwszej rundy i otrzymał kolejny bonus za występ wieczoru.
25 września 2021 roku na UFC 266 przegrał jednogłośną decyzją sędziowską walkę z Curtisem Blaydesem.
4 czerwca 2022 w walce wieczoru gali UFC Fight Night 207 zawalczył z Aleksandrem Wołkowem. Przegrał przez techniczny nokaut w pierwszej rundzie.
Następnie miał zmierzyć się w październiku z Chrisem Daukausem podczas UFC Fight Night 211, jednak starcie z nieznanych powodów zostało przeniesione na galę UFC 282, zaplanowaną na termin 10 grudnia 2022. Walkę ekspresowo po 23. sekundach zwyciężył nokautem „Bigi Boy", który nacierał szarżą ciosów na rywala, po czym dokończył dzieła zniszczenia mocnym lewym sierpowym. Zwycięstwo przyniosło mu trzeci bonus za występ wieczoru.
W walce wieczoru gali UFC on ABC: Rozenstruik vs. Almeida zmierzył się z Brazylijczykiem, Jailtonem Almeidą. Przegrał przez poddanie duszeniem zza pleców w pierwszej rundzie.
W pierwszej walce w 2024 roku zawalczył z niepokonanym Bahrajńczykiem, Szamilem Gaziewem. Do starcia doszło 2 marca podczas wydarzenia UFC 238. Rozenstruik zadał wiele ciosów przez całą walkę i wygrał ją przez techniczny nokaut po czwartej rundzie, kiedy to porozbijany Gaziew nie wyszedł do ostatniej, piątej odsłony.
17 sierpnia 2024 na gali UFC 305 w australijskim Perth pokonał niejednogłośnie na punkty Taia Tuivasę. Dwóch sędziów zadecydowało o zwycięstwie Rozenstruika w stosunku 29-28 i 30-27, zaś jeden punktantów orzekł kontrowersyjnie zwycięstwo Tuivasy punktacją 29-28.
1 lutego 2025 w arabskiej Rijadzie stoczył walkę z Rosjaninem, Siergiejem Pawłowiczem. Przegrał jednogłośną decyzją sędziowską. Parę dni później nieoczekiwanie został zwolniony z UFC, pomimo iż miał jeszcze walki w kontrakcie.  

## Życie prywatne
Rozenstruik ma dwie córki.

### Problemy z prawem
W sierpniu 2014 roku został aresztowany i zatrzymany przez holenderską policję pod zarzutem przemytu narkotyków wraz z siedmioma innymi Surinamami w Holandii. Grupa twierdziła, że uczestniczyli w imprezie związanej z kickboxingiem. Po 14 dniach aresztu Rozenstruik został zwolniony, ponieważ władze stwierdziły, że był jedynym kickboxerem w grupie i nie miał nic wspólnego z narkotykami.

## Osiągnięcia

### Kick-boxing
- Zweet en Tranen world championship
  - 2018: Mistrz wagi ciężkiej (SuThaiBo) Zweet en Tranen
- DangerZone
  - 2017: Mistrz wagi ciężkiej DangerZone 2
- Wu Lin Feng
  - 2016: Mistrz turnieju WLF w wadze superciężkiej
- SUPERKOMBAT Fighting Championship
  - 2013: Wicemistrz turnieju SUPERKOMBAT World Grand Prix I
- SLAMM!!
  - 2012, 2013 i 2016: Mistrz wagi ciężkiej Soema Na Basi
- Lifetime Achievement Award
  - „Nagroda za całokształt twórczości” przyznana przez Ministra Młodzieży i Sportu Surinamu za występy krajowe i międzynarodowe[53]

### Mieszane sztuki walki
- MMAJunkie.com
  - 2019: Nowicjusz Roku[54]
  - 2019: Powrót roku vs. Alistair Overeem[55]
- CombatPress.com
  - 2019: Powrót roku vs. Alistair Overeem[56]

## Lista walk zawodowych w MMA
| Wynik     | Bilans | Przeciwnik (bilans przed walką) | Rozstrzygnięcie                            | Runda | Czas | Rozgrywki                                        | Data       | Miejsce          | Uwagi                                |
| --------- | ------ | ------------------------------- | ------------------------------------------ | ----- | ---- | ------------------------------------------------ | ---------- | ---------------- | ------------------------------------ |
| Przegrana | 15-6   | Siergiej Pawłowicz (18-3)       | Decyzja (jednogłośna)                      | 3     | 5:00 | UFC Fight Night: Adesanya vs. Imavov             | 01.02.2025 | Rijad            |                                      |
| Wygrana   | 15-5   | Tai Tuivasa (14-7)              | Decyzja (niejednogłośna)                   | 3     | 5:00 | UFC 305                                          | 17.08.2024 | Perth            |                                      |
| Wygrana   | 14-5   | Szamil Gaziew (12-0)            | TKO (niezdolność do kontynuowania walki)   | 4     | 5:00 | UFC Fight Night: Rozenstruik vs. Gaziev          | 02.03.2024 | Las Vegas        | Main Event                           |
| Przegrana | 13-5   | Jailton Almeida (18-2)          | Poddanie (duszenie zza pleców)             | 1     | 3:43 | UFC on ABC: Rozenstruik vs. Almeida              | 13.05.2023 | Charlotte        | Main Event                           |
| Wygrana   | 13-4   | Chris Daukaus (12-5)            | KO (lewy sierpowy)                         | 1     | 0:23 | UFC 282                                          | 10.12.2022 | Paradise         | Bonus za występ wieczoru             |
| Przegrana | 12-4   | Aleksandr Wołkow (34-10)        | TKO (ciosy pięściami)                      | 1     | 2:12 | UFC Fight Night: Volkov vs. Rozenstruik          | 04.06.2022 | Las Vegas        | Main Event                           |
| Przegrana | 12-3   | Curtis Blaydes (14-3)           | Decyzja (jednogłośna)                      | 3     | 5:00 | UFC 266                                          | 25.09.2021 | Las Vegas        |                                      |
| Wygrana   | 12-2   | Augusto Sakai (15-2-1)          | TKO (ciosy pięściami w parterze)           | 1     | 4:59 | UFC Fight Night: Rozenstruik vs. Sakai           | 05.06.2021 | Las Vegas        | Bonus za występ wieczoru. Main Event |
| Przegrana | 11-2   | Ciryl Gane (7-0)                | Decyzja (jednogłośna)                      | 5     | 5:00 | UFC Fight Night: Rozenstruik vs. Gane            | 27.02.2021 | Las Vegas        | Main Event                           |
| Wygrana   | 11-1   | Junior dos Santos (21-7)        | TKO (ciosy pięściami w parterze)           | 2     | 3:47 | UFC 252                                          | 15.08.2020 | Las Vegas        |                                      |
| Przegrana | 10-1   | Francis Ngannou (14-3)          | KO (lewy sierpowy)                         | 1     | 0:20 | UFC 249                                          | 09.05.2020 | Jacksonville     |                                      |
| Wygrana   | 10-0   | Alistair Overeem (45-17)        | KO (prawy sierpowy)                        | 5     | 4:56 | UFC on ESPN: Overeem vs. Rozenstruik             | 07.12.2019 | Waszyngton       | Main Event                           |
| Wygrana   | 9-0    | Andrej Arłouski (28-18)         | KO (lewy sierpowy)                         | 1     | 0:29 | UFC 244                                          | 02.11.2019 | Nowy Jork        |                                      |
| Wygrana   | 8-0    | Allen Crowder (10-3)            | KO (ciosy pięściami)                       | 1     | 0:09 | UFC Fight Night: Moicano vs. The Korean Zombie   | 22.06.2019 | Greenville       | Bonus za występ wieczoru             |
| Wygrana   | 7-0    | Júnior Albini (14-4)            | TKO (kopnięcie na głowę i ciosy pięściami) | 2     | 0:54 | UFC Fight Night: Assunção vs. Moraes 2           | 02.02.2019 | Fortaleza        | Debiut w UFC                         |
| Wygrana   | 6-0    | Robert McCarthy (4-7)           | KO (ciosy pięściami)                       | 1     | 0:10 | Team Yvel: Fearless 3                            | 27.12.2018 | Paramaribo       | Main Event                           |
| Wygrana   | 5-0    | Andrey Kovalev (9-0)            | Decyzja (niejednogłośna)                   | 3     | 5:00 | Rizin 10                                         | 06.05.2018 | Fukuoka          |                                      |
| Wygrana   | 4-0    | Marvin Aboeli (2-4)             | TKO (ciosy pięściami)                      | 1     | ?    | Fighting with the Stars: Bloed, Zweet & Tranen 3 | 22.12.2017 | Paramaribo       | Main Event                           |
| Wygrana   | 3-0    | Engelbert Berbin (0-0)          | KO (ciosy pięściami)                       | 1     | ?    | AIF 1                                            | 28.04.2017 | Oranjestad       |                                      |
| Wygrana   | 2-0    | Evgeni Boldyrev (6-2)           | KO (cios pięścią)                          | 1     | 2:05 | Draka 11                                         | 24.11.2012 | Kraj Chabarowski | Co-Main Event                        |
| Wygrana   | 1-0    | Evgeni Boldyrev (6-1)           | KO (cios pięścią)                          | 1     | 2:36 | Draka 7                                          | 26.05.2012 | Władywostok      |                                      |